# 중구 (1963년 서울 선거구)
중구는 대한민국의 옛 국회의원 선거구이다. 대한민국 제6대 국회부터 대한민국 제8대 국회까지 존재했다. 당시 서울특별시 중구 지역을 관할했다.

## 역사
제6대 국회의원 선거를 앞두고 중구 갑 선거구와 중구 을 선거구가 통합되면서 신설되었다.
제9대 국회의원 선거를 앞두고 종로구 선거구와 통합되어 종로구·중구 선거구를 이루며 폐지되었다.

## 관할 구역
| 대수    | 관할 구역 |
| ------- | --------- |
| 6대~8대 | 중구 일원 |

## 역대 국회의원
| 선거   | 정당 | 정당   | 의원   |
| ------ | ---- | ------ | ------ |
| 1963년 |      | 민주당 | 정일형 |
| 1965년 |      | 민중당 | 신인우 |
| 1967년 |      | 신민당 | 정일형 |
| 1971년 |      | 신민당 | 정일형 |

## 역대 선거 결과

### 대한민국 제6대 국회의원 선거
|  | 33.37% |

|  | 26.50% |

|  | 24.18% |

|  | 10.60% |

|  | 1.71% |

|  | 1.23% |

|  | 1.07% |

|  | 0.70% |

|  | 0.60% |

### 1965년 대한민국 재보궐선거
정일형 의원의 사임으로 치러진 1965년 대한민국 재보궐선거에서 민중당 신인우 후보가 당선되었다.

### 대한민국 제7대 국회의원 선거
|  | 50.80% |

|  | 39.05% |

|  | 7.05% |

|  | 3.08% |

|  | 0% |

### 대한민국 제8대 국회의원 선거
|  | 58.65% |

|  | 40.68% |

|  | 0.34% |

|  | 0.31% |